# Brugg (Gemeinde Sigmundsherberg)
Brugg ist eine Ortschaft und eine Katastralgemeinde der Gemeinde Sigmundsherberg im Bezirk Horn in Niederösterreich.

## Geografie
Das Dorf liegt nördlich von Sigmundsherberg an der Landesstraße L1200 und wird von der Pulkau durchflossen.

## Siedlungsentwicklung
Zum Jahreswechsel 1979/1980 befanden sich in der Katastralgemeinde Brugg insgesamt 32 Bauflächen mit 13.162 m² und 39 Gärten auf 22.410 m², 1989/1990 gab es 34 Bauflächen. 1999/2000 war die Zahl der Bauflächen auf 46 angewachsen und 2009/2010 bestanden 83 Gebäude auf 187 Bauflächen.

## Geschichte
Im Jahr 1822 wurde der Ort als Dorf mit 12 Häusern genannt, das nach Walkenstein eingepfarrt war, wohin auch die Kinder eingeschult wurden. Die Herrschaft Mailberg besaß die Ortsobrigkeit und besorgte die Konskription. Die Landgerichtsbarkeit wurde von der Herrschaft Limberg ausgeübt. Die Untertanen und Grundholde des Ortes gehörten der Herrschaft Mailberg. Laut Adressbuch von Österreich waren im Jahr 1938 in der Ortsgemeinde Brugg ein Gastwirt, ein Marktfahrer, eine Mühle und mehrere Landwirte mit Direktvertrieb ansässig.

## Bodennutzung
Die Katastralgemeinde ist landwirtschaftlich geprägt. 150 Hektar wurden zum Jahreswechsel 1979/1980 landwirtschaftlich genutzt und 60 Hektar waren forstwirtschaftlich geführte Waldflächen. 1999/2000 wurde auf 150 Hektar Landwirtschaft betrieben und 58 Hektar waren als forstwirtschaftlich genutzte Flächen ausgewiesen. Ende 2018 waren 138 Hektar als landwirtschaftliche Flächen genutzt und Forstwirtschaft wurde auf 61 Hektar betrieben. Die durchschnittliche Bodenklimazahl von Brugg beträgt 41,1 (Stand 2010).